# Comté de Kenedy
Le comté de Kenedy, en anglais : Kenedy County, est un comté situé au sud de l'État du Texas aux États-Unis. Il est bordé, à l'est, par la Laguna Madre, du golfe du Mexique. Fondé le 2 avril 1921, le siège de comté est la census-designated place de Sarita. Selon le recensement de 2020, sa population est de 350 habitants. Le comté a une superficie de 5 039 km2, dont 3 777 km2 en surfaces terrestres. Il est nommé en référence à Mifflin Kenedy (en), un homme d'affaires.

## Organisation du comté
Le comté de Kenedy est créé le 2 avril 1921. Il résulte de la réorganisation du comté de Willacy. Le comté est définitivement autonome et organisé le 21 avril 1921. Le 4 septembre 1947, les frontières du comté sont étendues, à l'est, jusqu'au golfe du Mexique.
Il est baptisé en l'honneur de Mifflin Kenedy (en), homme d'affaires et propriétaire de ranch texan,.

## Comtés adjacents
|                  | Comté de Kleberg |  |
| Comté de Brooks  | comté de Kenedy  |  |
| Comté de Hidalgo | Comté de Willacy |  |

## Géographie - Climat

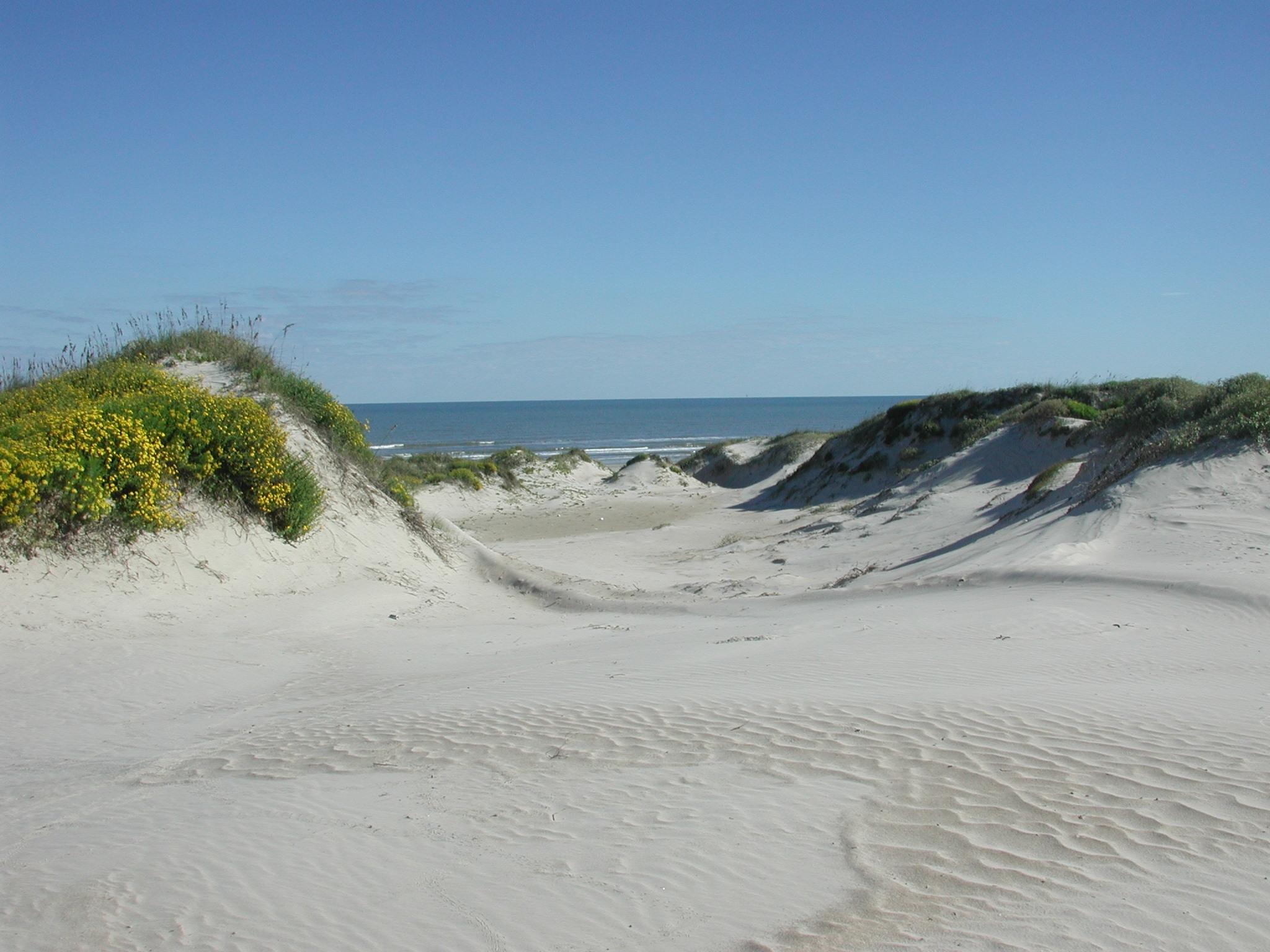
L'île Padre, en partie dans le comté de Kenedy.

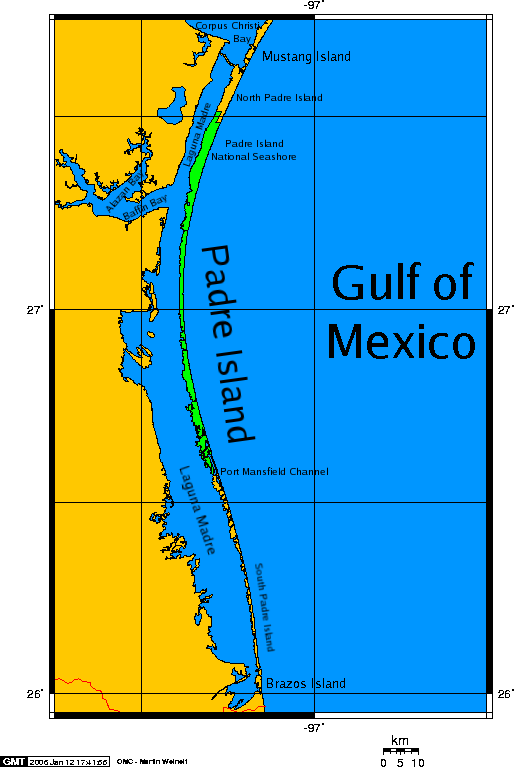
Carte présentant l'île Padre dans le golfe du Mexique.

Le comté de Kenedy est situé dans la région des grandes plaines au sud du Texas et au sud de Corpus Christi au Texas, aux États-Unis,. Le comté est bordé à l'ouest, par le golfe du Mexique.
Il a une superficie totale de 5 039,5 km2, composée de 3 777 km2 de terres et de 1 262,5 km2 de zones aquatiques.
L'altitude maximum est de 30,5 m. Les précipitations annuelles moyennes sont de 2 540 mm.

## Démographie
Lors du recensement de 2010, le comté comptait une population de 416 habitants. Elle est estimée, en 2017, à 417 habitants.

Pyramide des âges du comté de Kenedy (2000).